# جیرارد (ویرجینیای غربی)
جیرارد (به انگلیسی: Girard) یک منطقهٔ مسکونی در ایالات متحده آمریکا است که در شهرستان وین، ویرجینیای غربی واقع شده‌است. جیرارد ۲۲۵٫۸۶ متر بالاتر از سطح دریا واقع شده‌است.